# Way Salak
Way Salak is een bestuurslaag in het regentschap Ogan Komering Ulu van de provincie Zuid-Sumatra, Indonesië. Way Salak telt 789 inwoners (volkstelling 2010).